# بدر بن جعفر الأميري
بدر بن جعفر بن عثمان الأميري، والمكنى بأبي النجم الأميري، وهو شاعر وأديب عربي من قرية تعرف بالأميرية من نواحي أرض بابل في العراق، ولد ونشأ في الأميرية بواسط سنة 537 هـ/ 1142م، وقرأ بها القرآن والأدب وسمع الحديث النبوي، وقدم إلى مدينة بغداد وسكنها، ومدح فيها الأعيان، وصار أحد شعراء الديوان ينشد في التهاني والتعازي، وكان شيخاً محسناً معروفاً بالتدين، وتوفى بمدينة بغداد. وفي معجم البلدان ذكر أن قرية الأميرية منسوبة إلى الأمير من قرى النيل من أرض بابل ينسب إليها أبو النجم بدر بن جعفر الضرير الشاعر دخل واسطاً في صباه وحفظ بها القرآن المجيد.
وكان الشيخ بدر الأميري لهُ نصائح وقصائد جميلة ومن شعرهِ:

## وفاته
توفى في بغداد سنة 611 هـ/1214م، ودفن في المقبرة الوردية.